# HD 138564
HD 138564，又名CD-3810464，SAO 206769、HR 5773，是一颗恒星，视星等为6.36，位于銀經334.18，銀緯13.44，其B1900.0坐标为赤經15h 27m 47s，赤緯-39° 13.44′ 40″。